# Barbara Kesel
Barbara Kesel, pseudonimo di Barbara Randall (2 ottobre 1960), è una sceneggiatrice ed editor di fumetti statunitense. La sua bibliografia comprende lavori per CrossGen, Dark Horse Comics, DC Comics, IDW Publishing, Image Comics e Marvel Comics.

## Biografia
Barbara Kesel è entrata inizialmente nell'industria dei fumetti dopo aver scritto una lettera di dieci pagine all'editor Dick Giordano riguardo alla rappresentazione dei personaggi femminili nei fumetti. La sua prima storia a fumetti pubblicata (accreditata come Barbara J. Randall) è stata He with Secrets Fears the Sound..., una storia d'appendice di Batgirl in Detective Comics n. 518 (settembre 1982). È diventata editor associato alla DC Comics nel 1985 ed è stata promossa ad editor l'anno successivo. Nel 1988 ha scritto un Batgirl Special e poi ha co-scritto, con il suo allora marito Karl Kesel, la miniserie Hawk and Dove seguita da una loro serie pubblicata dal 1989 al 1991. Come scrittrice solista, Barbara Kesel ha sceneggiato la serie su licenza di Dungeons & Dragons Spelljammer tra il 1990 e il 1991 e un adattamento della trilogia di romanzi di D&D Avatar nel 1991.
È diventata editor alla Dark Horse Comics nel 1991 e in seguito ha fatto parte del Team CGW, responsabile della maggior parte del design e della creazione dell'ambientazione e dei personaggi di Golden City. Nella seconda metà degli anni '90, ha scritto anche per Image Comics, sceneggiando tutti e sette i numeri di Savant Garde, la miniserie Shattered Image con il collega scrittore Kurt Busiek e albi di Stormwatch e WildC.A.T.s. Per la Marvel Comics, la Kesel ha scritto la serie limitata Ultragirl (1996–1997) e (con Karl Kesel) Captain America/Citizen V Annual '98. La Kesel tornò anche alla DC e scrisse l'Alpha Centurion Special (1996), diversi numeri di Superboy (1997) e il one-shot Girlfrenzy! Superman: Lois Lane, nonché Elseworld's Finest: Supergirl &amp; Batgirl nel 1998.
Ha lavorato sia come sceneggiatrice che come redattrice presso la CrossGen dal 2000 al 2004, casa editrice per cui ha scritto le serie Meridian, The First, Sigil e Solus, nonché albi di CrossGen Chronicles. Nel 2007, Tokyopop ha pubblicato il primo volume di Legends of the Dark Crystal, un amerimanga basato sul film di Jim Henson Dark Crystal, scritto dalla Kesel. Il volume 2 è stato pubblicato nel 2010.
A partire dal 2008, ha fatto parte della società di book packaging The Pack con Lee Nordling, Brian Augustyn, Gordon Kent e Dave Olbrich. Lo stesso anno, Barbara Kesel ha iniziato a lavorare per IDW Publishing, scrivendo una miniserie a fumetti in quattro parti di Ghost Whisperer - Presenze, un'altra miniserie basata sulla serie di romanzi d'avventura Rogue Angel e l'adattamento a fumetti del film d'animazione Igor.
Nel 2015, ha scritto una storia di Wonder Woman per la serie digitale DC Sensation Comics, successivamente pubblicata su stampa come Sensation Comics #13.
La Kesel è un'aperta oppositrice del sessismo nell'industria dei fumetti. È conosciuta per i suoi forti personaggi femminili e ha creato - tra le altre - Grace, la sovrana della Città d'Oro in Comics' Greatest World.

### Vita privata
È stata sposata con il collega scrittore di fumetti Karl Kesel ma in seguito la coppia ha divorziato.

## Riconoscimenti
La Kesel è stata candidata per l'Eisner Award come "Best Editor" del 1991 per Badlands, Aliens:Genocide e Guerre stellari. Nel 1995, è stata candidata nelle categorie "Best Anthology" e "Best Graphic Album of Previously Published Material" degli Harvey Awards, rispettivamente per Instant Piano e Hellboy: Seed of Destruction. Ha vinto l'Harvey Award per il "Best Graphic Album of Previously Published Work" nel 1996, per Hellboy: The Wolves of St. August.
È annoverata nella Top 25 delle sceneggiatrici di fumetti stilata da Comics Book Resources.

## Opere

### Archaia
- The Dark Crystal: Creation Myths OGN (AA.VV.) (2011)

### ComicMix
- Mine! OGN (AA.VV.) (2018)

### CrossGen
- CrossGen Chronicles #1, 3, 6 (2000–2002)
- CrossGenesis #1 (2000)
- The First #1–37 (2000–2003)
- Meridian #1–44 (2000–2004)
- Sigil #1–11, 20 (2000–2002)
- Solus #1–8 (2003)

### Dark Horse Comics
- Aliens vs. Predator: Booty #1 (1996)
- Comics' Greatest World: Catalyst: Agents of Change (#8) (1993)
- Comics' Greatest World: Mecha (#6) (1993)
- Comics' Greatest World: Rebel (#5) (1993)
- Comics' Greatest World: Titan (#7) (1993)
- Dark Horse Presents vol. 3 #18–20 (2016)
- Hard Looks #1 (with Andrew Vachss) (1992)
- Real Adventures of Jonny Quest #9–10 (1997)
- Will to Power #7–9 (1994)

### DC Comics
- Action Comics #574 (1985)
- Adventures of Superman #557 (1998)
- Alpha Centurion Special #1 (1996)
- Avatar #1–3 (1991)
- Batgirl Special #1 (1988)
- Batman #401 (1986)
- DC Comics Presents #94 (1986)
- Detective Comics #518–519 (Batgirl backup stories) (1982)
- Elseworld's Finest: Supergirl & Batgirl #1 (1998)
- Elvira's House of Mystery Special #1 (1987)
- The Fury of Firestorm #57 (1987)
- Hawk and Dove vol. 2 #1–5 (1988)
- Hawk and Dove vol. 3 #1–28, Annual #1–2 (1989–1991)
- Hawkman vol. 2 #10 (1987)
- Heroes Against Hunger #1 (1986)
- Invasion! Special: Daily Planet #1 (1989)
- New Talent Showcase #15 (1985)
- The New Titans #68–69 (1990)
- Secret Origins vol. 2 #20 (Batgirl); #43 (Hawk and Dove) (1987–1989)
- Sensation Comics Featuring Wonder Woman #13 (2015)
- Spelljammer #1–8, 11 (1990–1991)
- Superboy vol. 3 #43–44, 48–49, Annual #2 (1995–1998)
- Supergirl Annual #1 (1996)
- Superman: Lois Lane #1 (1998)
- Team Superman Secret Files #1 (1998)
- Teen Titans Spotlight #19 (1988)
- TSR Worlds #1 (1990)
- Who's Who in the DC Universe #1–2, 4, 6–7 (1990–1991)
- Who's Who in the Legion of Super-Heroes #1–6 (1988)

#### Amalgam Comics
- Exciting X-Patrol #1 (1997)
- X-Patrol #1 (1996)

### Flux
- Black is for Beginnings OGN (con Laurie Faria Stolarz) (2009)

### IDW Publishing
- Ghost Whisperer: The Muse #1–4 (2008–2009)
- Igor: Movie Adaptation #1–4 (2008)
- My Little Pony: Friends Forever #12, 25 (2014, 2016)
- My Little Pony Micro-Series #4 (2013)
- Rogue Angel: Teller of Tall Tales #1–5 (2008)
- Teenage Mutant Ninja Turtles Micro-Series #7 (2012)
- Womanthology: Heroic OGN (AA.VV.) (2011)
- Womanthology: Space #5 (2013)

### Image Comics
- Gen¹³ Bootleg #19 (1998)
- Savant Garde #1–7 (1997)
- Savant Garde Fan Edition #1–3 (1997)
- Shattered Image #1–4 (con Kurt Busiek) (1996)
- Stormwatch #29–30 (1995)
- WildC.A.T.s #35–36 (1997)

### Lion Forge Comics
- Airwolf: Airstrikes #4 (2015)

### Marvel Comics
- Captain America/Citizen V '98 #1 (1998)
- Ultragirl #1–3 (1996–1997)

### Silver Dragon Books
- Animal Planet: The World's Most Dangerous Animals (among others) (2012)

### Tokyopop
- Aqua volume 1–2 (adattamento in inglese) (2007–2008)
- Arcana volume 1–5 (adattamento in inglese) (2005–2007)
- Legends of the Dark Crystal volume 1–2 (2007–2010)